# Fransk-siamesiska kriget
Fransk-siamesiska kriget var ett krig som utkämpades 1893 mellan Frankrike och Siam. När freden väl slöts hade Frankrike segrat, och Siam tvingades överge Laos, som i stället blev ett franskt protektorat. 1896 skrevs sedan avtalet som bekräftade gränsen mellan Laos och Övre Burma.

## Bildgalleri

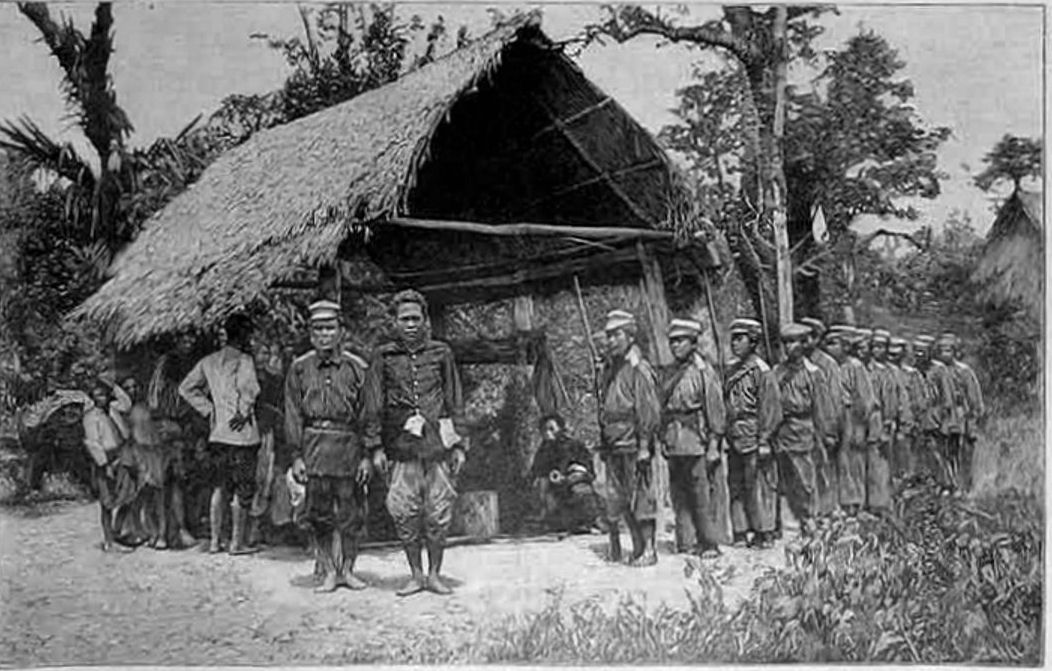
Siams armé 1893
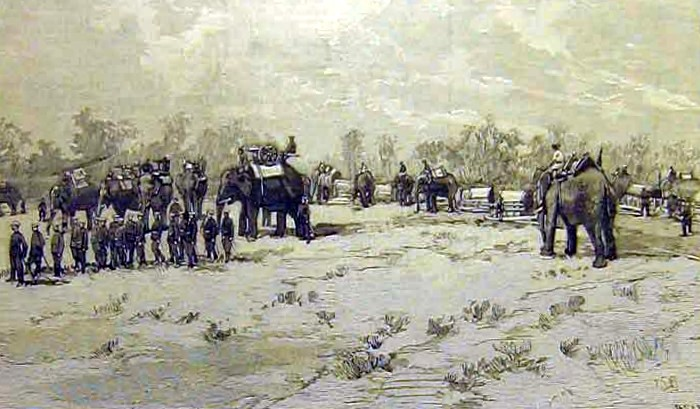
Siams artilleri 1893
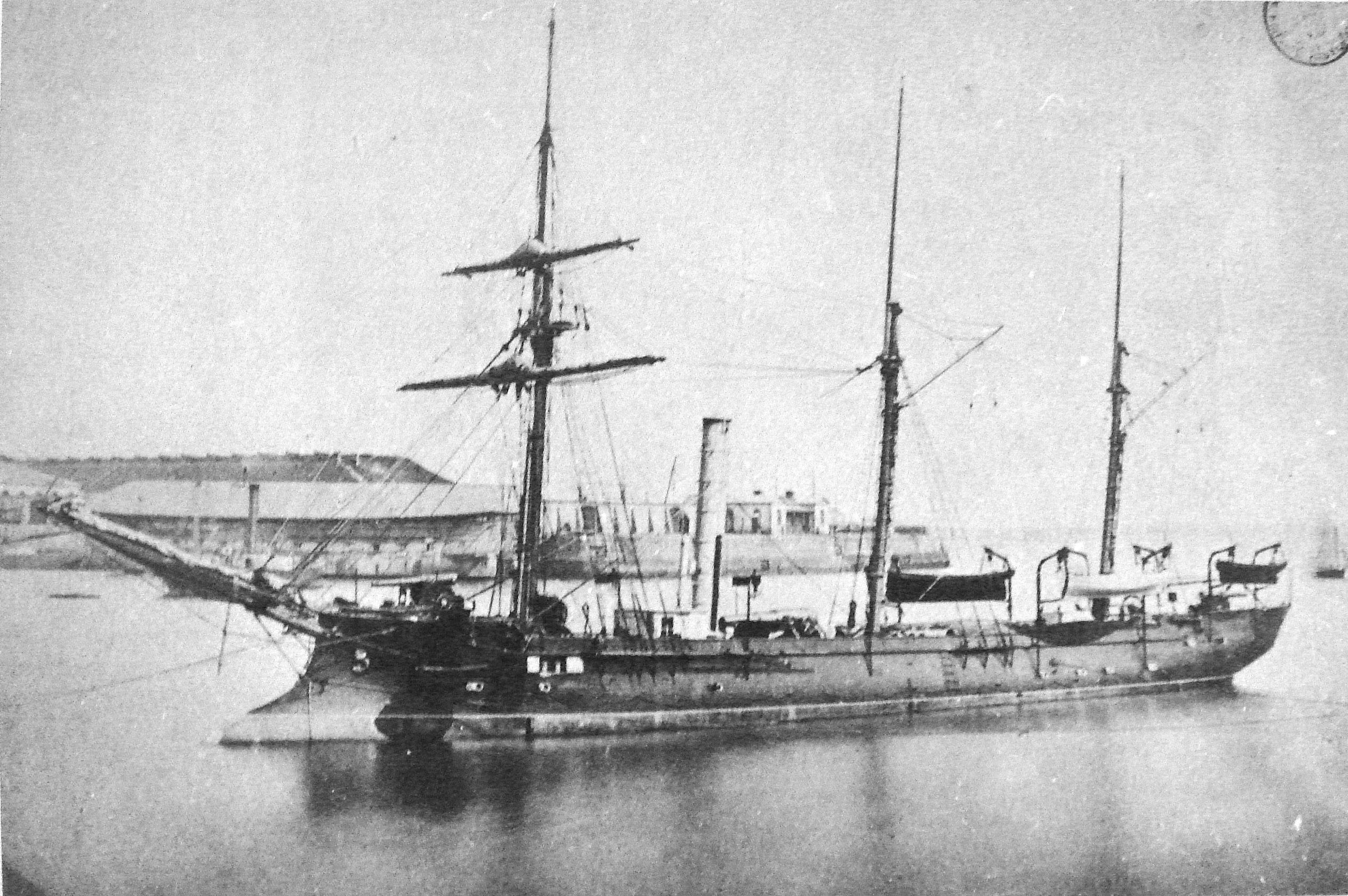
Kanonbåten Lutin (1877-1897), stationerad i centrala Bangkok i mars 1893